# Ajo Motorsport
Ajo Motorsport — спортивная мотогоночная команда. Основанная в 1997 году бывшим мотогонщиком Аки Айо, с 2001 года участвует в чемпионате мира по шоссейно-кольцевым мотогонкам MotoGP. Гонщики команды четыре раза становились чемпионами мира: трижды в малом классе чемпионата (Майк Ди Мелио (2008) и Марк Маркес (2010) в классе 125cc и Сандро Кортезе (2012) в Moto3) и одного раза в среднем (Жоанн Зарко в 2015).

## История
После завершения своей профессиональной карьеры в 1996 году, финский мотогонщик Аки Айо, в активе которого является участие в одной гонке чемпионата мира по шоссейно-кольцевым мотогонкам MotoGP (Гран-При Австралии-1993), решил основать собственную команду с целью поддержки молодых гонщиков. В следующем году была основана «Ajo Motorsport», которая в начале своего существования принимала участие в различных соревнованиях европейского уровня.
В чемпионате мира по MotoGP команда дебютировала в сезоне 2001, приняв участие в гонке класса 125cc на Гран-При Германии. Единственным гонщиком был Мика Каллио, сын одного из друзей Аки, для которого это была дебютная гонка. Дебют оказался неудачным — гонщик даже не проехал первого круга. В сезоне «Ajo Motorsport» приняла участие в еще одной гонке в Валенсии, где Каллио вновь не финишировал.
В следующем сезоне Айо решил рискнуть и заявить команду для участия в чемпионате на полноценной основе под названием «Red Devil Honda». Лучшим результатом Каллио становится 5-е место в Хересе, а всего в сезоне он финиширует на 11 месте, одержав победу в зачете „Новичок года“, опередив таких гонщиков как Андреа Довициозо и Хорхе Лоренсо.
В сезоне 2003 года команда увеличила свое представительство в чемпионате до двух гонщиков: до Мики Каллио присоединился японец Масао Азума. В разгар сезона Каллио покинул команду, откликнувшись на предложение команды KTM, а на его место был принят итальянец Андреа Баллерини. На Гран-При Австралии произошло историческое событие для команды: Баллерини одержал первую победу, а Азуми финишировал вторым.
Следующий сезон сложился для команды труднее: гонщики Лукаш Пешек и Робин Хармс часто падали, а лучшим результатом стало 8-е место Пешека на Гран-При Португалии.
В сезоне 2005 команда в чемпионате представляли Томоёси Кояма и Алексис Масбу. Первый выиграл титул „Новичок года“, во второй раз за последние четыре года для команды. Его лучшими результатами стали второе место в Австралии и третье в Турции; в общем зачете он занял восьмое место.
Команда сохранили тех же гонщиков на следующий год, но изменили поставщика мотоциклов Malaguti. Это негативно повлияло на их результаты — лучшим результатом в гонках стало 6-е место Коями в Португалии, а Масбу же не набрал ни одного очка.
Это побудило команду в сезоне 2007 до очередной смены мотоциклов, на этот раз на Derbi. Гонщики также не остались в команде, их место заняли австриец Михаэль Ранседер и румын Роберт Муречан. Первый финишировал в очковой зоне 13 раз, став 12-м в общем зачете, тогда как второй не набрал за сезон ни одного очка.
Ахо Motorsport продолжила сотрудничество с Derbi для сезона 2008, зато состав гонщиков изменился. К команде присоединились француз Майк ди Меліо и швейцарец Доминик Аегертер. Ди Меліо выиграл четыре гонки (во Франции, Каталонии, Германии и Австралии) и досрочно, за две гонки до окончания сезона, стал чемпионом мира. Аэгертер финишировал в общем зачете 16-м.
На следующий сезон ди Меліо перешел в класс 250cc, присоединившись к команде «Mapfre Aspar team», а его место занял немец Сандро Кортезе. Он трижды в течение сезона финишировал на подиуме, однако выиграть гонку ему так и не удалось.
В сезоне 2010 Ajo Motorsport была представлена в чемпионате тремя гонщиками: к Кортезе присоединились испанцы Адриан Мартин и Марк Маркес. Последний выиграл 10 гонок из 17-и стал чемпионом мира, вторым в истории команды. Кортезе получил 2 подиумы и финишировал 7-м в общем зачете.
На следующий сезон Маркес, как и большинство чемпионов класса 125cc, перешел к среднему классу, Moto2, а Кортезе перешел в немецкую «Intact-Racing Team Germany». Саму же «Ajo Motorsport» ждали структурные изменения. Команда подписала спонсорское соглашение с группой компаний «AirAsia» бизнесмена Тони Фернандеса (который известен также поддержкой футбольной команды «Куинз Парк Рейнджерс» и команды "Формулы-1 «Caterham F1»), в результате которой была разделена на три: «Avant-AirAsia-Ajo» и «Airasia-Sic-Ajo» (финансировались за счет «AirAsia») и «Red Bull Ajo Motorsport». В составе первой выступало 2 гонщика, Жоанн Жарко и Эфрен Васкес, за вторую выступал Зульфами Хайруддин (все на мотоциклах Derbi), честь третьей же защищали Данни Кент и Йонас Фольгер, которые выступали на мотоциклах Aprilia. Зарко в 17 гонках 11 раз финишировал на подиуме, одержав в том числе 1 победу, что сделало его вице-чемпионом мира; еще одну победу одержал Фольгер.
На сезон 2012 произошли некоторые изменения в правилах чемпионата: класс 125cc был заменен на Moto3, к участию в соревнованиях которого допускались мотоциклы с 4-тактным двигателем максимальным рабочим объемом 250 см3 вместо 2-тактных с объемом до 125 см3. Это открыло двери для новых команд и производителей мотоциклов, в частности австрийского производителя KTM, который решил вернуться в серию после своего ухода в 2009 году. Чтобы не создавать новую команду, австрийцы решили объединить свои усилия с опытной командой, такой как «Ajo Motorsport». Результатом их сотрудничества стало создание команды «Red Bull KTM Ajo», в которой объединились деньги Red Bull, технологии «KTM» и опыт «Ajo Motorsport». В команду вернулся Сандро Кортезе, компанию которому составили Данни Кент и Артур Сиссис. Кроме этого, продолжал также существовать проект «AirAsia-SIC-Ajo», который был представлен Зульфами Хайруддином. Этот сезон стал лучшим для команды в ее истории: Кортезе в 15 гонках из 17 финишировал на подиуме (выиграв 5 из них) и стал чемпионом мира. Еще две победы одержал Кент, который в общем зачете финишировал на четвертом месте. Сиссис и Хайруддин также в течение сезона поднимались на подиум.
На сезон 2013 сотрудничество команды с KTM продолжилась. На место Кортезе и Кента (которые перешли в класс Moto2) был принят Луи Салом, Зульфами Хайруддин в связи с окончанием сотрудничества Ajo Motorsport с «AirAsia» перешел в состав основной команды. В течение сезона Салом вел ожесточенную борьбу за чемпионство с Мавериком Виньялесом и Алексом Ринсом, но из-за падения в последней гонке сезона, завершил чемпионат лишь третьим в общем зачете.
Для сезона 2014 совместный проект «Ajo Motorsport» и «KTM Motorsports» был расширен: материнская компания KTM решила заняться продвижением бренда Husqvarna (который является собственностью австрийской компании). Для этого из «Ajo Motorsport» была выделена часть команды, которая получила название «Husqvarna Ajo». В течение первого сезона выступлений команды в чемпионате она использовала мотоциклы KTM RC250GP в следующих же сезонах планировалась разработка абсолютно новы мотоциклов под брендом «Husqvarna». Отдельно Аки Айо запустил проект «SIC–AJO» для поддержки молодых гонщиков из Азии. Таким образом «Ajo Motorsport» в сезоне 2014 была представлена тремя частями: «Red Bull KTM Ajo» (как заводская команда KTM) с гонщиками Джеком Миллером и Карелом Ханикой, «Husqvarna Ajo» (заводская команда Husqvarna) с Данни Кентом и Никласом Айо (сыном Аки) и «SIC–AJO» с Хафиком Азми. В течение сезона Миллер также боролся за победу в чемпионате с Алексом Маркесом, однако уступил и занял второе место. Неплохие результаты продемонстрировал Данни Кент, который дважды финишировал на подиуме.
С сезона 2015 года команда впервые приняла участие в соревнованиях класса Moto2, где ее представлял уже знакомый Иоанн Зарко на мотоцикле Kalex Moto2. В классе Moto3 руководство «KTM» решило поручить развитие «Husqvarna» другой команде, «Team Laglisse», а «Ajo Motorsport» полностью сосредоточить на развитии «KTM». Общую команду «Red Bull KTM Ajo» представляли опытные гонщики Брэд Биндер и Мигел Оливейра, а также молодой Карел Ханика. Зарко, выиграв 8 из 18 гонок сезона, стал чемпионом мира, а Оливейра с 6 победами — вице-чемпионом.